# Barton MacLane
Pour les articles homonymes, voir MacLane.
Barton MacLane est un acteur et scénariste américain né le 25 décembre 1902 à Columbia, en Caroline du Sud (États-Unis), mort le 1er janvier 1969 à Santa Monica (Californie).
Le plus souvent employé pour des seconds rôles de cow-boys, de policiers, de détectives et de militaires, il est surtout connu pour avoir incarné le général Martin Peterson dans la série télévisée Jinny de mes rêves, mettant en vedette Barbara Eden et Larry Hagman.

## Filmographie

### comme acteur
- 1926 : The Quarterback de Fred C. Newmeyer
- 1929 : Noix de coco (The Cocoanuts) de Robert Florey et Joseph Santley : Baigneur
- 1930 : Naughty-Cal d'Aubrey Scotto
- 1931 : Crimes Square d'Arthur Hurley
- 1931 : The Gigolo Racket de Roy Mack
- 1931 : Sa femme (His Woman) d'Edward Sloman : un homme d'équipage
- 1932 : La Loi ordonne (State's Attorney) de George Archainbaud
- 1932 : Your Hat d'Aubrey Scotto : un client
- 1933 : La Ruée fantastique (Thundering Herd) de Henry Hathaway : Pruitt, un acolyte de Jett
- 1933 : Let's Dance d'Aubrey Scotto
- 1933 : Les Hommes de la forêt (Man of the Forest) de Henry Hathaway : Mulvey
- 1933 : Jusqu'au dernier homme (To the Last Man) de Henry Hathaway : Neil Stanley
- 1933 : Tillie et Gus (Tillie and Gus) de Francis Martin : commissaire McLennan
- 1933 : Big Executive d'Erle C. Kenton : Harry, le Guide
- 1933 : Oncle Dobi (Lone Cowboy) de Paul Sloane : policier J.J. Baxter
- 1933 : Hell and High Water de Grover Jones et William Slavens McNutt : Dance Hall Manager
- 1934 : All of Me de James Flood : premier policier
- 1934 : La Dernière Ronde (The Last Round-Up) de Henry Hathaway : Charley Benson
- 1935 : Furie noire (Black Fury) de Michael Curtiz : Mc Gee
- 1935 : The Case of the Curious Bride de Michael Curtiz : chef détective Joe Lucas
- 1935 : Les Hors-la-loi ('G' Men) de William Keighley : Brad Collins
- 1935 : Casino de Paris (Go Into Your Dance) d'Archie Mayo : Duke Hutchinson
- 1935 : Bureau des épaves (Stranded) de Frank Borzage : Sharkey
- 1935 : Reine de beauté (Page Miss Glory) de Mervyn LeRoy : Blackie
- 1935 : The Case of the Lucky Legs d'Archie Mayo : Détective Bisonette
- 1935 : Docteur Socrate (en) de William Dieterle : Red Bastian
- 1935 : La Femme traquée (I Found Stella Parish) de Mervyn LeRoy : Clifton « Cliff » Jeffords
- 1935 : Émeutes (Frisco Kid) de Lloyd Bacon : Spider Burke
- 1935 : L'Homme de fer (en) (Man of Iron) de William McGann : Christopher « Chris » Bennett
- 1936 : Brumes (Ceiling Zero), de Howard Hawks : Al Stone
- 1936 : Le Mort qui marche (The Walking Dead), de Michael Curtiz : Loder
- 1936 : Times Square Playboy de William McGann : Casey, Vic's Butler / Trainer
- 1936 : Guerre au crime (Bullets or Ballots) de William Keighley : Al Kruger
- 1936 : Bengal Tiger de Louis King : Cliff Ballenger
- 1936 : Jail Break : Détective Captain Rourke
- 1937 : Smart Blonde de Frank McDonald : Steve McBride
- 1937 : La Loi de la forêt (God's Country and the Woman) de William Keighley : Bullhead
- 1937 : J'ai le droit de vivre (You Only Live Once) de Fritz Lang : Stephen Whitney
- 1937 : Le Prince et le Pauvre (The Prince and the Pauper) de William Keighley : John Canty
- 1937 : Draegerman Courage (it) de Louis King : Andrew « Beau » Beaupre
- 1937 : Fly Away Baby (en) de Frank McDonald : Lieutenant Steve « Skipper » McBride
- 1937 : Casse-cou (Born Reckless) de Malcolm St. Clair et Gustav Machatý : Jim Barnes
- 1937 : Bataille de dames (Ever Since Eve) de Lloyd Bacon : Al McCoy, Plumber
- 1937 : La Révolte (San Quentin), de Lloyd Bacon : Lieutenant Druggin
- 1937 : Wine, Women and Horses de Louis King : Jim Turner
- 1937 : The Adventurous Blonde de Frank McDonald : Lieutenant Steve « Stevie » MacBride
- 1938 : Blondes at Work de Frank McDonald : Lt. Steve McBride
- 1938 : The Kid Comes Back (en) de B. Reeves Eason : Gunner Malone
- 1938 : La Bataille de l'or (Gold Is Where You Find It), de Michael Curtiz : Slag Martin (Credits) / Foreman Slag Minton
- 1938 : Casier judiciaire (You and Me), de Fritz Lang : Mickey Bain
- 1938 : Prison Break d'Arthur Lubin : Joaquin Shannon
- 1938 : Tempête (The Storm) de Harold Young : Capt. Cogswell
- 1938 : Torchy Gets Her Man (en) de William Beaudine : détective Steve McBride
- 1939 : Trafic d'hommes (Stand up and fight) de W. S. Van Dyke : Mr. Crowder
- 1939 : Torchy Blane in Chinatown (en) de William Beaudine : Detective Lieutenant Steve « Mac » McBride
- 1939 : I Was a Convict d'Aubrey Scotto : Ace King
- 1939 : Big Town Czar (en) d'Arthur Lubin : Phil Daley
- 1939 : Torchy Runs for Mayor de Ray McCarey : Steve McBride
- 1939 : Mutiny in the Big House (en) de William Nigh : Red Manson
- 1940 : Gangs of Chicago (en) d'Arthur Lubin : Jim Ramsey
- 1940 : Men Without Souls (en) de Nick Grinde : Blackie Drew
- 1940 : The Secret Seven de James Moore : Sam O'Donnell
- 1940 : Melody Ranch (en) de Joseph Santley : Mark Wildhack
- 1941 : La Grande Évasion (High Sierra), de Raoul Walsh : Jack « Jake » Kranmer
- 1941 : Viens avec moi (Come Live with Me) de Clarence Brown : Barney Grogan
- 1941 : Les Pionniers de la Western Union (Western Union) de Fritz Lang : Jack Slade
- 1941 : Barnacle Bill de Richard Thorpe : John Kelly
- 1941 : Hit the Road (en) de Joe May : James J. Ryan
- 1941 : L'Entraîneuse fatale (Manpower) de Raoul Walsh : Smiley Quinn
- 1941 : Docteur Jekyll et M. Hyde (Dr. Jekyll and Mr. Hyde) de Victor Fleming : Sam Higgins
- 1941 : L'Appel du Nord (Wild Geese Calling) de John Brahm : Kelly
- 1941 : Le Faucon maltais (The Maltese Falcon) de John Huston : Det. Lt. Dundy
- 1942 : Échec à la Gestapo (All Through the Night) de Vincent Sherman : Marty Callahan, Duchess Club owner
- 1942 : La Poupée brisée (The Big Street) d'Irving Reis : Case Ables
- 1942 : Highways by Night (en) de Peter Godfrey : Leo Bronson
- 1943 : Man of Courage d'Alexis Thurn-Taxis : John Wallace
- 1943 : A Gentle Gangster (en) de Phil Rosen : Mike Hallit
- 1943 : Bombardier de Richard Wallace : Sergent Archie Dixon
- 1943 : Song of Texas (en) : Jim Calvert
- 1943 : The Underdog de William Nigh : John Tate
- 1943 : Crime Doctor's Strangest Case d'Eugene J. Forde : Rief
- 1944 : Nabonga (en) de Sam Newfield : Carl Hurst
- 1944 : Marine Raiders de Harold D. Schuster : Sgt. Maguire
- 1944 : Le Fantôme de la Momie (The Mummy's Ghost) de Reginald Le Borg : Inspector Walgreen
- 1944 : Les Saboteurs (Secret Command) d'A. Edward Sutherland : Red Kelly
- 1944 : La Fille du loup-garou (Cry of the Werewolf) de Henry Levin : Lt. Barry Lane
- 1944 : Gentle Annie d'Andrew Marton : Sheriff Tatum
- 1945 : Tarzan et les Amazones (Tarzan and the Amazons) de Kurt Neumann : Ballister
- 1945 : Scared Stiff (en) de Frank McDonald : George « Deacon » Markham
- 1945 : Pavillon noir (The Spanish Main) de Frank Borzage : Capt. Benjamin Black
- 1946 : Mysterious Intruder (en) de William Castle : Detective Taggart
- 1946 : Santa Fe Uprising de R. G. Springsteen : Editor Crawford
- 1946 : San Quentin (en) de Gordon Douglas : Nick Taylor
- 1947 : Tarzan et la Chasseresse (Tarzan and the Huntress) de Kurt Neumann : Paul Weir
- 1947 : Wyoming Kid (Cheyenne) de Raoul Walsh : Webb Yancey
- 1947 : Jungle Flight de Peter Stewart  : Case Hagin
- 1948 : Le Trésor de la Sierra Madre (The Treasure of the Sierra Madre) de John Huston : Pat McCormick
- 1948 : Relentless de George Sherman : Tex Brandow
- 1948 : La Rivière d'argent (Silver River) de Raoul Walsh : 'Banjo' Sweeney
- 1948 : Le Bourgeois téméraire (The Dude Goes West) de Kurt Neumann : Texas Jack Barton
- 1948 : La Ville empoisonnée (The Walls of Jericho) de John M. Stahl : Gotch McCurdy
- 1948 : Ange en exil (Angel in Exile) d'Allan Dwan : Max Giorgio
- 1948 : L'Île inconnue (Unknown Island) de Jack Bernhard : Capitaine Tarnowski
- 1949 : Feu rouge (Red Light) de Roy Del Ruth : Detective Strecker
- 1950 : Le Fauve en liberté (Kiss Tomorrow Goodbye) de Gordon Douglas : Lt. John Reece
- 1950 : Rookie Fireman de Seymour Friedman : Captain Jess Henshaw
- 1950 : Maman est à la page (Let's Dance), de Norman Z. McLeod : Larry Channock
- 1950 : The Bandit Queen de William Berke : Sheriff Jim Harden
- 1951 : Plus fort que la loi (Best of the Badmen), de William D. Russell : Joad
- 1951 : Le Rocher du diable (Drums in the Deep South) de William Cameron Menzies : Sgt. Mac McCardle
- 1952 : Les clairons sonnent la charge (Bugles in the Afternoon), de Roy Rowland : Capt. Myles Moylan
- 1952 : La Peur du scalp (The Half-Breed), de Stuart Gilmore : Marshal Cassidy
- 1952 : Les Diables de l'Oklahoma (Thunderbirds), de John H. Auer : Sgt. Durkee
- 1953 : Kansas Pacific de Ray Nazarro : Cal Bruce
- 1953 : Cow Country de Lesley Selander : Marvin Parker
- 1953 : Captain Scarface (en) de Paul Guilfoyle : Capt. 'Scarface' Trednor
- 1953 : Jack Slade le damné (Jack Slade) d'Harold D. Schuster : Jules Reni
- 1953 : Romance inachevée (The Glenn Miller Story), d'Anthony Mann : Gen. Hap Arnold, USAAF
- 1953 : La Mer des bateaux perdus (Sea of Lost Ships) de Joseph Kane : Capt. Jack Matthews
- 1954 : Seul contre tous (it) (Rails Into Laramie) de  Jesse Hibbs : Lee Graham
- 1954 : Jubilee Trail (it) de Joseph Kane : Deacon Bartlett
- 1954 : Hell's Outpost (it) de Joseph Kane : Sheriff Olson
- 1955 : Le Trésor des collines rouges (Treasure of Ruby Hills) de Frank McDonald : 'Chalk' Reynolds
- 1955 : The Silver Star (en) de Richard Bartlett (en) : Henry « Tiny » Longtree
- 1955 : La Muraille d'or (Foxfire), de Joseph Pevney : Mr. Mablett
- 1955 : Jail Busters (en) de  William Beaudine : Captain Jenkins, Head Guard
- 1955 : Last of the Desperados (it) de Sam Newfield : Mosby, thug leader
- 1956 : Jaguar de George Blair : Steve Bailey
- 1956 : Coup de fouet en retour (Backlash), de John Sturges : Sergent George Lake
- 1956 : Wetbacks de Hank McCune : Karl Shanks
- 1956 : Cet homme est armé (en) (The Man Is Armed) de Franklin Adreon : Det. Lt. Dan Coster
- 1956 : Naked Gun d'Eddie Dew : Joe Barnum
- 1957 : Terre sans pardon (Three Violent People), de Rudolph Maté : Yates
- 1957 : Le Carrefour de la vengeance (it) (Hell's Crossroads) de Franklin Adreon : Pinkerton Agent Clyde O'Connell
- 1957 : Sierra Stranger (it) de Lee Sholem : Lem Gotch
- 1957 : Naked in the Sun (it) de R. John Hugh : Wilson
- 1958 : Girl in the Woods (en) de Tom Gries : Big Jim
- 1958 : Le Témoin dangereux (en) (Girl on the Run) de Richard L. Bare : Francis J. Brannigan
- 1958 : Le Kid en kimono (The Geisha Boy), de Hal Walker : Major Ridgley
- 1958 : Frontier Gun de Paul Landres : Simon Crayle
- 1960 : Gunfighters of Abilene (en) d'Edward L. Cahn : Seth
- 1960 : Noose for a Gunman (en) d'Edward L. Cahn : Carl Avery
- 1960 : Outlaws (it) (série TV) : Marshal Frank Caine (1960-62)
- 1961 : Milliardaire pour un jour (Pocketful of Miracles) de Frank Capra : Police Commissioner
- 1964 : Condamné à être pendu (Law of the Lawless) de William F. Claxton : Big Tom Stone
- 1965 : Le Mors aux dents (The Rounders) de Burt Kennedy : Tanner
- 1965-1968  (série TV) : Jinny de mes rêves (I Dream of Jeannie) : Général Martin Peterson
- 1965 : Town Tamer de Lesley Selander : James Fenimore Fell
- 1968 : Les Rebelles de l'Arizona (Arizona Bushwhackers) de Lesley Selander : Sheriff Lloyd Grover
- 1968 : Buckskin de Michael Moore : Doc Raymond

### comme scénariste
- 1943 : Man of Courage